# Superliga Brasileira de Voleibol Feminino de 2015 - Série B
A Superliga Brasileira de Voleibol Feminino de 2015 - Série B é a 2ª edição desta competição organizada pela Confederação Brasileira de Voleibol através da Unidade de Competições Nacionais. Trata-se da segunda divisão do Campeonato Brasileiro de Voleibol Feminino, a principal competição entre clubes de voleibol feminino do Brasil. Participam do torneio oito equipes provenientes de quatro estados brasileiros (São Paulo, Rio de Janeiro, Minas Gerais, Paraná e Rio Grande do Sul) e do Distrito Federal.

## Regulamento
Na fase classificatória as oito equipes participantes se enfrentam entre si em turno único. Ao final desta fase, as quatro melhores colocadas avançam à fase semifinal. Nesta, a primeira colocada enfrentará a quarta e a segunda duelará com a terceira em séries de melhor de três jogos. As equipes vencedoras destas séries se enfrentam em jogo único com mando de quadra do time de melhor campanha na fase classificatória. A equipe campeã terá o direito de participar da Série A 2015/2016.

O sistema de pontuação adotado na fase classificatória é o mesmo utilizado na Série A: caso o placar seja de 3 sets a 0 ou 3 a 1, serão concedidos três pontos para o vencedor e nenhum para o perdedor; se for 3-2, dois pontos para o vencedor e um para o perdedor. O não comparecimento (W.O.) leva à perda de dois pontos.

## Equipes participantes
Oito equipes disputam o título da Série B 2015. São elas:
| Equipe Nome fantasia                | Ginásio Cidade                   | Capacidade | Temporada 2013/2014 |
| ----------------------------------- | -------------------------------- | ---------- | ------------------- |
| Vôlei Bauru Concilig/Vôlei Bauru    | Panela de Pressão Bauru          | 2 000      | 2º                  |
| ACEUL Paulínia Paulínia Vôlei/ACEUL | Agostinho Favaro Paulínia        | 3 000      | 3º                  |
| PM Cascavel Unimed/Sensei/Cascavel  | Ciro Nardi Cascavel              | 3 000      | 4º                  |
| AABB Brasília AABB/DF               | Nestor Jost Brasília             | 1 500      | 5º                  |
| PM Itabirito Vôlei Itabirito        | Ginásio da Carioca Itabirito     | 2 400      | estreante           |
| Minas Náutico                       | Arena JK Belo Horizonte          | 3 650      | estreante           |
| Sogipa Sogipa/Capemisa              | Sogipa Porto Alegre              | 600        | estreante           |
| CC Valinhos Renata/Valinhos Country | Pedro Ezequiel da Silva Valinhos | 3 500      | estreante           |

## Fase classificatória

### Classificação
- Vitória por 3 sets a 0 ou 3 a 1: 3 pontos para o vencedor;
- Vitória por 3 sets a 2: 2 pontos para o vencedor e 1 ponto para o perdedor.
- Não comparecimento, a equipe perde 2 pontos.
- Em caso de igualdade por pontos, os seguintes critérios servem como desempate: número de vitórias, razão de sets e razão de ralis.

|  |                                           |
|  | Equipes classificadas para as semifinais. |

|     |                |     | Jogos | Jogos | Jogos | Resultados | Resultados | Resultados | Resultados | Resultados | Resultados | Sets | Sets | Sets  | Pontos | Pontos | Pontos |
| Pos | Equipe         | Pts | T     | V     | D     | 3–0        | 3–1        | 3–2        | 2–3        | 1–3        | 0–3        | V    | P    | R     | V      | P      | R      |
| --- | -------------- | --- | ----- | ----- | ----- | ---------- | ---------- | ---------- | ---------- | ---------- | ---------- | ---- | ---- | ----- | ------ | ------ | ------ |
| 1   | CC Valinhos    | 21  | 7     | 7     | 0     | 4          | 3          | 0          | 0          | 0          | 0          | 21   | 3    | 7,000 | 247    | 218    | 1.133  |
| 2   | PM Cascavel    | 15  | 7     | 5     | 2     | 5          | 0          | 0          | 0          | 1          | 1          | 16   | 6    | 2.667 | 327    | 274    | 1.193  |
| 3   | Vôlei Bauru    | 17  | 7     | 6     | 1     | 5          | 0          | 1          | 0          | 0          | 1          | 18   | 5    | 3.600 | 289    | 221    | 1.308  |
| 4   | Sogipa         | 11  | 7     | 4     | 3     | 1          | 1          | 2          | 1          | 0          | 2          | 14   | 14   | 1,000 | 294    | 288    | 1.021  |
| 5   | PM Itabirito   | 7   | 7     | 2     | 5     | 1          | 0          | 1          | 2          | 1          | 2          | 11   | 17   | 0.647 | 290    | 304    | 0.954  |
| 6   | ACEUL Paulínia | 3   | 7     | 1     | 6     | 1          | 0          | 0          | 0          | 3          | 3          | 6    | 18   | 0.333 | 212    | 222    | 0.955  |
| 7   | Minas Náutico  | 5   | 7     | 2     | 5     | 0          | 1          | 1          | 0          | 2          | 3          | 8    | 18   | 0.444 | 201    | 255    | 0.788  |
| 8   | AABB Brasília  | 1   | 7     | 0     | 7     | 0          | 0          | 0          | 1          | 1          | 5          | 3    | 21   | 0.143 | 147    | 225    | 0.653  |

### Resultados
Para um dado resultado encontrado nesta tabela, a linha se refere ao mandante e a coluna, ao visitante. Como a fase classificatória é disputada em turno único, somente as partidas que de fato ocorrerão serão computadas na tabela e suas respectivas correspondentes com mando de quadra invertido serão assinaladas por um "X".
|                    | BAU | ABB | CSC | ITB | MNA | PAU | SOG | VAL | Pos |
| BAU Vôlei Bauru    |     | 3–0 | 3–0 | 3–0 | 3–0 | 3–0 | X   | X   | 3º  |
| ABB AABB Brasília  | X   |     | 0–3 | X   | X   | X   | X   | X   | 8º  |
| CSC PM Cascavel    | X   | X   |     | X   | 3–0 | 3–0 | 3–0 | 1–3 | 2º  |
| ITB PM Itabirito   | X   | 3-2 | 0–3 |     | 2–3 | 3–0 | 2-3 | X   | 5º  |
| MNA Minas Náutico  | X   | 3-1 | X   | X   |     | X   | X   | 1-3 | 7º  |
| PAU ACEUL Paulínia | X   | 3–0 | X   | X   | 3-1 |     | X   | 1-3 | 6º  |
| SOG Sogipa         | 2-3 | 3–0 | X   | X   | 3–0 | 3–1 |     | X   | 4º  |
| VAL CC Valinhos    | 3–0 | 3–0 | X   | 3–0 | X   | X   | 3–0 |     | 1º  |

## Semifinais
|  | Semifinais                       | Semifinais                       | Semifinais                       | Semifinais                       | Semifinais                       |  |    | Final               | Final               | Final               | Final               | Final               |
|  | 4 de abril à 10 de abril de 2015 | 4 de abril à 10 de abril de 2015 | 4 de abril à 10 de abril de 2015 | 4 de abril à 10 de abril de 2015 | 4 de abril à 10 de abril de 2015 |  |    | 26 de abril de 2015 | 26 de abril de 2015 | 26 de abril de 2015 | 26 de abril de 2015 | 26 de abril de 2015 |
|  |                                  |                                  |                                  |                                  |                                  |  |    |                     |                     |                     |                     |                     |
|  | 1º                               | CC Valinhos                      | 2                                | 2                                | -                                |  |    |                     |                     |                     |                     |                     |
|  | 4º                               | Sogipa                           | 3                                | 3                                | -                                |  |    |                     |                     |                     |                     |                     |
|  |                                  |                                  |                                  |                                  |                                  |  | 2º | Vôlei Bauru         | 3                   |                     |                     |                     |
|  |                                  | 4º                               | Sogipa                           | 0                                |                                  |  |    |                     |                     |                     |                     |                     |
|  | 3º                               | PM Cascavel                      | 0                                | 0                                | -                                |  |    |                     |                     |                     |                     |                     |
|  | 2º                               | Vôlei Bauru                      | 3                                | 3                                | -                                |  |    |                     |                     |                     |                     |                     |

## Torneio Seletivo Superliga Brasileira
As equipes desclassificadas participaram do Torneio Seletivo Superliga Brasileira de 2015: